# Eurytoma cynipsea
Eurytoma cynipsea is een vliesvleugelig insect uit de familie Eurytomidae. De wetenschappelijke naam is voor het eerst geldig gepubliceerd in 1836 door Carl Henrik Boheman.